# Asan (Guam)
Asan é uma cidade da dependência norte-americana de Guam, localizada na Micronésia.

## Geografia
Asan fica ao longo da costa oeste de Guam, ao longo da Baía de Asan, de frente para o mar das Filipinas. É completamente cercado pela Unidade de Praia Asan e Unidade de Guerra Asan Interior no Parque Histórico Nacional do Pacífico. A aldeia fica entre Asan Point e Adelup Point. A Rodovia 1 de Guam, mais conhecida como Marine Corps Drive, fornece acesso a Piti a oeste e Maina a leste. O anexo Nimitz Hill nas terras altas de Nimitz Hill no interior de Asan não é diretamente acessível por estrada. O rio Asan flui pela parte oeste da comunidade. Uma característica distintiva é o grande parque gramado em Asan Point, que na verdade fica do outro lado da Marine Corps Drive da comunidade na Unidade de Guerra de Asan Beach no Pacific National Historical Park.

## História
Pensa-se que o nome de Asan deriva da palavra CHamoru hassan, que significa "escasso" ou "raro". Antes do contato com a Europa, Asan era principalmente uma vila de pescadores. Os espanhóis que colonizaram Guam no final do século XVII converteram a vila em um assentamento agrícola, cultivando principalmente taro, arroz e cana-de-açúcar. Asan ficava ao longo da única estrada real em Guam, que ligava o porto de Piti à capital de Hagåtña.  Uma colônia de leprosos estabelecida em Asan Point em 1892 foi destruída pelo tufão de 1900. No ano seguinte, rebeldes filipinos presos durante a Guerra Filipino-Americana foram colocados em um campo de prisioneiros construído no mesmo local. O mais proeminente dos prisioneiros, Apolinario Mabini, foi o primeiro primeiro-ministro das Filipinas.

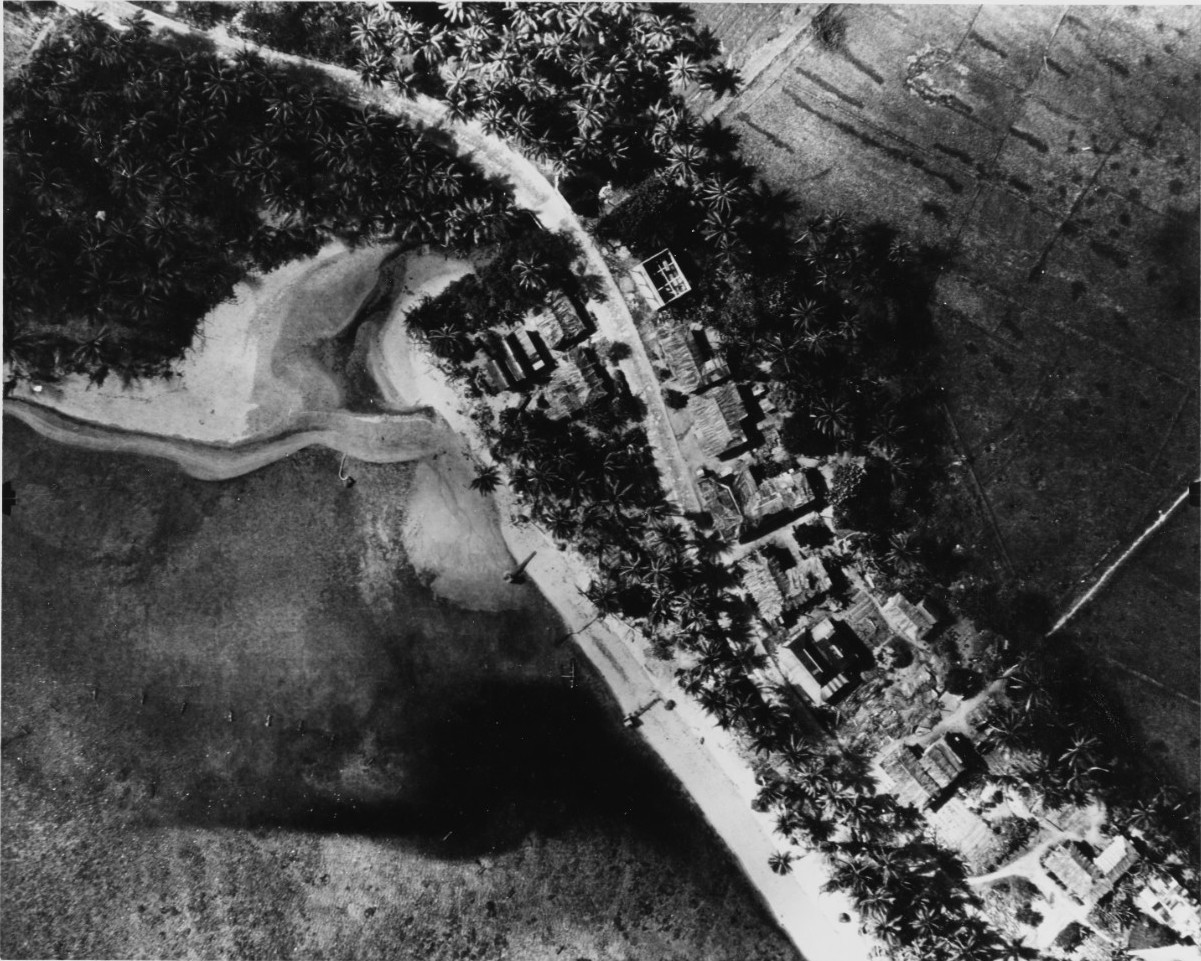
Foto aérea da foz do Rio Asan em junho de 1944. As casas se aglomeram ao longo da estrada com fazendas no interior. Todas essas estruturas seriam destruídas no bombardeio dos Estados Unidos antes da Batalha de Guam no mês seguinte.

Em 1917, o campo de prisioneiros foi usado novamente para abrigar temporariamente marinheiros da SMS Cormoran, os primeiros prisioneiros de guerra alemães tomados pelos Estados Unidos na Primeira Guerra Mundial. Cinco anos depois, em 1922, Asan Point foi convertido em um campo do Corpo de Fuzileiros Navais dos Estados Unidos. No entanto, o campo, e muito do resto de Guam, foi desmilitarizado em 1931 como resultado do isolacionismo dos Estados Unidos entre as Guerras Mundiais. Durante a ocupação japonesa de 1941, as forças japonesas construíram pontos fortes defensivos nos Pontos Asan e Adelup, bem como nas terras altas de Libugon com vista para a Baía de Asan. Em 1944, os militares dos EUA escolheram a Praia da Invasão de Asan como o ataque ao norte no início da Batalha de Guam. Três navios de guerra, três cruzadores e três contratorpedeiros, bem como aeronaves baseadas em porta-aviões, bombardearam a área, destruindo todas as estruturas pré-guerra em Asan. O bombardeio foi seguido por 180 embarcações de desembarque trazendo fuzileiros navais para a costa em face da feroz resistência japonesa.
Após o fim da Guerra do Pacífico, os Seabees da Marinha dos EUA mantiveram um quartel-general em Camp Asan até 1947. Os residentes de Asan que voltaram para reconstruir suas casas foram movidos para longe da costa, rastejando para o sopé do planalto, rebatizado de Nimitz Hill. De 1948 a 1967, a área ao redor de Asan Point se tornou o "Campo do Serviço Civil", uma pequena instalação militar com alojamentos e amenidades como um teatro ao ar livre, quadras de tênis e um corpo de bombeiros. Em 1968, o número de militares feridos vindos da Guerra do Vietnã começou a esgotar os recursos do Hospital Naval de Guam e o Campo do Serviço Civil foi convertido em Hospital Naval de Base Avançada, também conhecido como Anexo Asan. Este anexo Asan foi usado até 1973, apenas para ser convertido em um campo de refugiados de emergência para vietnamitas em fuga após a queda de Saigon em 1975. Chamada Operação Nova Vida, os 110.000 refugiados sobrecarregaram o campo inicial de Asan, exigindo a construção de um campo maior no Campo de Orote, na Base Naval de Guam.
Em 1976, o tufão Pamela destruiu todos os edifícios em Asan Point e seus destroços foram removidos pela Marinha dos Estados Unidos. O Serviço de Parques Nacionais adquiriu as terras dos militares em 1978, estabelecendo a Guerra no Parque Histórico Nacional do Pacífico. Na década de 1980, a comunidade de Asan foi reconstruída pela Autoridade de Habitação e Renovação Urbana de Guam. Enquanto Asan do pós-guerra era uma vila de ruas sinuosas com casas em estilo espanhol, a reconstrução endireitou as ruas, acrescentou calçadas e reconstruiu a maioria das casas de concreto.